# Placed Recruitment, Ohio
Placed Recruitment es una firma de selección de personal estadounidense especializada en la colocación de profesionales de la construcción e ingeniería en el Medio Oeste, con un énfasis especial en Ohio. Con sede en Dublin, Ohio, la empresa se distingue por su enfoque personalizado y directo, conectando a candidatos calificados con compañías que impulsan el crecimiento en la región.

## Historia
Placed Recruitment fue fundada por profesionales con amplia experiencia en reclutamiento, muchos de ellos provenientes de firmas reconocidas como Page Group y Randstad. La idea surgió de la necesidad de recuperar el toque personal en los procesos de contratación, alejándose de los métodos transaccionales tradicionales.
Desde sus inicios, la empresa ha experimentado un rápido crecimiento gracias a su enfoque en comprender las necesidades particulares del sector de la construcción y la ingeniería. Con el respaldo de socios estratégicos como Recruitment Entrepreneur y la inversión de figuras reconocidas, como James Caan CBE, Placed Recruitment ha ampliado su alcance utilizando una red global de expertos en reclutamiento, sin perder su orientación local en Ohio (Dublin, Cincinnati, Columbus, Dayton).

## Servicios y Operaciones
Placed Recruitment ofrece soluciones de personal para diversos puestos dentro de los sectores de construcción e ingeniería. Entre sus especialidades se encuentran:
- Construcción:
  - Gestión de proyectos (desde la planificación hasta la ejecución).
  - Supervisión en obra (desde asistentes de superintendencia hasta superintendentes generales).
  - Puestos de liderazgo, como directores y vicepresidentes de construcción.
- Ingeniería:
  - Roles técnicos, como ingenieros eléctricos, de manufactura y de producción.
  - Posiciones de gestión y dirección, incluyendo gerentes de planta, operativos y de ingeniería.

El proceso central de la compañía se basa en un reclutamiento honesto y transparente. Al reunirse personalmente con candidatos y clientes, Placed Recruitment se esfuerza por asegurar una compatibilidad que trasciende las habilidades técnicas, considerando también el encaje cultural y las aspiraciones a largo plazo.

## Personas Clave
- Tom Willis– Socio Director: Fundador y principal impulsor de la empresa, Tom Willis cuenta con una extensa experiencia en la industria del reclutamiento. Su compromiso con la calidad del servicio y el enfoque personalizado han sido fundamentales para definir la filosofía de Placed Recruitment.
- Equipo de Liderazgo y Asesoría: La empresa también cuenta con un equipo experimentado en estrategias de reclutamiento y negocios, que incluye a miembros del consejo asesor como James Caan CBE. Esta combinación de experiencia local y visión global fortalece la capacidad de la firma para adaptarse y sobresalir en un mercado competitivo.

## Alianzas y Posición en el Mercado
Placed Recruitment forma parte de la cartera de Recruitment Entrepreneur, una red que apoya iniciativas innovadoras en el ámbito del reclutamiento. Esta alianza estratégica proporciona recursos adicionales y conocimientos del mercado, facilitando el acceso a una amplia red de talento. Gracias a su enfoque práctico y transparente, la empresa se ha consolidado como un socio confiable en el reclutamiento para el sector de la construcción e ingeniería en Ohio.